# Datación radiométrica
La datación radiométrica, datación radioactiva o datación por radioisótopos es una técnica utilizada para datar materiales como rocas, minerales y restos orgánicos (carbono), en los que se incorporaron de manera selectiva impurezas radiactivas cuando se formaron. El método se basa en la comparación de la abundancia de un radionucleido de ocurrencia natural dentro del material con la abundancia de sus productos de descomposición, que se forman a una tasa constante de desintegración conocida. El uso de la datación radiométrica fue publicado por primera vez en 1907 por el radioquímico estadounidense Bertram Boltwood (1870-1927) —a partir de una idea ya avanzado por el británico Ernest Rutherford en 1905— y ahora es la principal fuente de información sobre la edad absoluta de las rocas y otras características geológicas, incluida la edad de las formas de vida fosilizadas o la propia edad de la Tierra, y también se puede utilizar para datar una amplia gama de materiales naturales y artefactos antiguos. Al permitir el establecimiento de escalas de tiempo geológicas, proporciona una importante fuente de información sobre las edades de los fósiles y las tasas deducidas de cambio evolutivo. 
Junto con los principios estratigráficos, los métodos de datación radiométrica se utilizan en geocronología para establecer la escala temporal geológica. Entre las técnicas más conocidas están la datación potasio-argón, la datación uranio-plomo y  la datación por radiocarbono  (basada en la desintegración del isótopo carbono 14), comúnmente utilizada para la datación de restos orgánicos relativamente recientes, de hasta 60 000 años. (Otros dataciones posibles son K/Ar, U/Pb, Rb/Sr, Sm/Nd, etc.)
Los diferentes métodos de datación radiométrica varían según sea la escala de tiempo en la que son precisos y de los materiales a los que se pueden aplicar.

## Fundamentos

### Desintegración radioactiva

Ejemplo de una cadena de desintegración radiactiva de plomo 212 (^{212}Pb) a plomo 208 (^{208}Pb). Cada nucleido padre se desintegra espontáneamente en un nucleido hijo (el producto de desintegración) a través de una desintegración α o de una desintegración β. El producto final de desintegración, plomo 208 (^{208}Pb), es estable y ya no puede sufrir desintegración radiactiva espontánea.

Toda la materia ordinaria se compone de combinaciones de elementos químicos, cada uno con su propio número atómico, que indica el número de protones en el núcleo atómico. Además, los elementos pueden existir en diferentes isótopos, con cada isótopo de un elemento difiriendo en el número de neutrones en el núcleo. Un isótopo particular de un elemento particular se llama nucleido. Algunos nucleidos son inherentemente inestables. Es decir, en algún momento en el tiempo, un átomo de tal nucleido sufrirá un decaimiento radioactivo y se transformará espontáneamente en un nucleido diferente. Esta transformación se puede lograr de varias maneras diferentes, incluida la desintegración alfa (emisión de partículas alfa) y la desintegración beta (emisión de electrones, emisión de positrones o captura de electrones). Otra posibilidad es la fisión espontánea en dos o más nucleidos.
Si bien el momento en el que un núcleo particular se desintegra es impredecible, una colección de átomos de un nucleido radiactivo decae exponencialmente a una tasa descrita por un parámetro conocido como vida media, generalmente dada en unidades de años cuando se estudian las técnicas de datación. Después de que haya transcurrido una vida media, la mitad de los átomos del nucleido en cuestión se habrán desintegrado en un nucleido «hijo» o producto de desintegración. En muchos casos, el nucleido «hijo» en sí mismo es radioactivo, lo que resulta en una nueva  cadena de desintegración, que finalmente termina con la formación de un nucleido «hijo» estable (no radioactivo); cada paso en tal cadena se caracteriza por una vida media distinta. En estos casos, generalmente la vida media de interés en la datación radiométrica es la más larga de la cadena, que es el factor limitante de la velocidad en la transformación final del nucleido radioactivo en su «hijo» estable. Los sistemas isotópicos que han sido explotados para la datación radiométrica tienen vidas medias que van desde solo unos 10 años (por ejemplo, tritio) hasta los más de 100 000 millones de años (por ejemplo, el samario 147).
Para la mayoría de los nucleidos radiactivos, la vida media depende únicamente de las propiedades nucleares y es esencialmente una constante. No se ve afectado por factores externos como la temperatura, la presión, el entorno químico o la presencia de un campo magnético o eléctrico. Las únicas excepciones son los nucleidos que se descomponen por el proceso de captura de electrones, como el berilio 7, el estroncio 85 y el circonio 89, cuya tasa de decaimiento puede verse afectada por la densidad electrónica local. Para todos los demás nucleidos, la proporción del nucleido original en relación con sus productos de desintegración cambia de manera predecible a medida que el nucleido original decae con el tiempo. Esta previsibilidad permite que las abundancias relativas de los nucleidos relacionados se utilicen como un reloj para medir el tiempo desde la incorporación de los nucleidos originales en un material hasta el presente.

### Precisión de la datación radiométrica

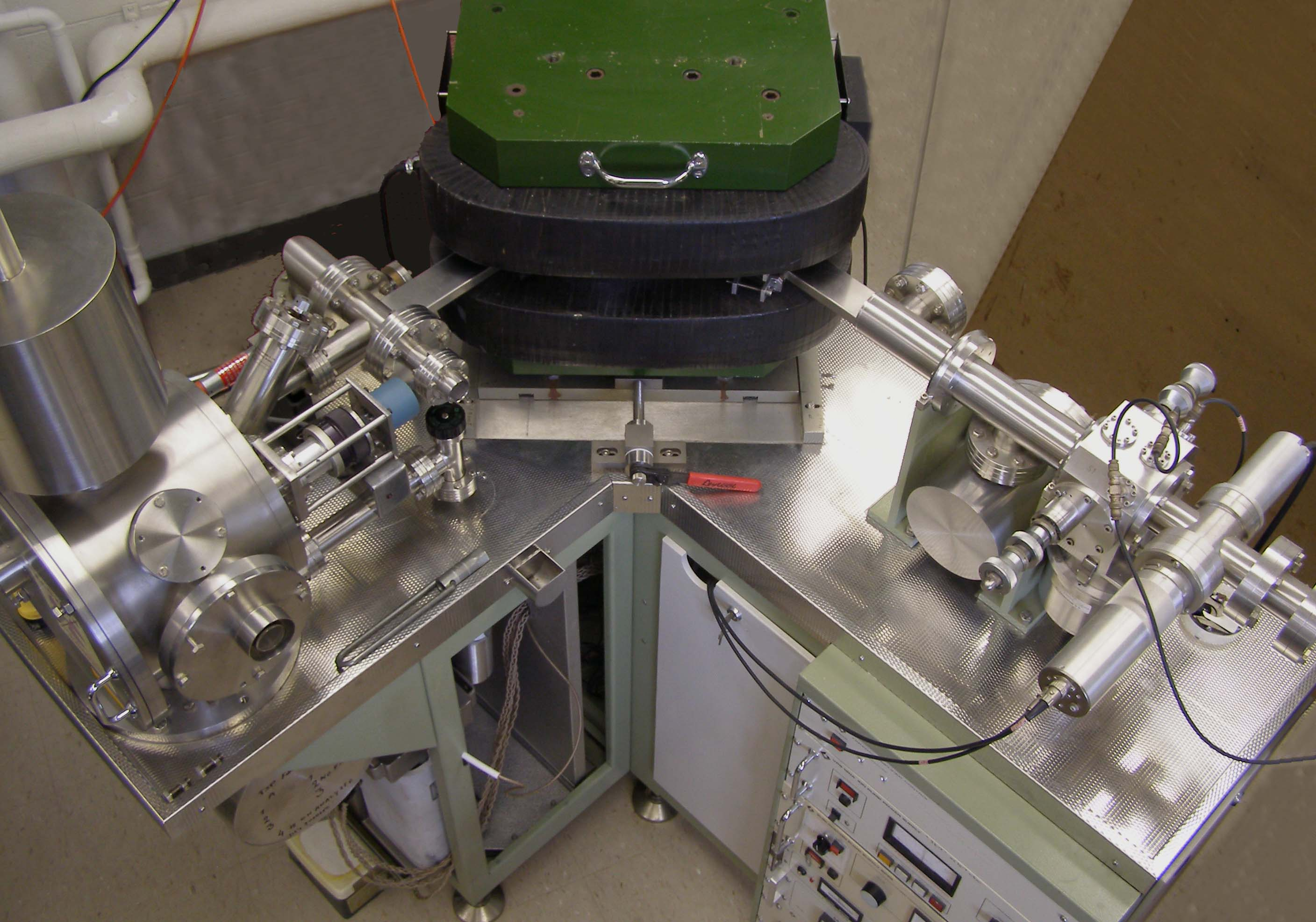
Espectrómetro de masas de ionización térmica utilizado en la datación radiométrica

La ecuación básica de la datación radiométrica requiere que ni el nucleido «padre» ni el producto «hijo» puedan entrar o salir del material después de su formación. Los posibles efectos de confusión de la contaminación de los isótopos «padre» e «hijo» deben considerarse, al igual que los efectos de cualquier pérdida o ganancia de dichos isótopos desde que se creó la muestra. Por lo tanto, es esencial contar con la mayor cantidad de información posible sobre el material que se está datando y verificar posibles signos de alteración. La precisión se mejora si las mediciones se toman en múltiples muestras de diferentes ubicaciones del cuerpo de roca. Alternativamente, si se pueden datar varios minerales diferentes de la misma muestra y se supone que fueron formados por el mismo evento y que estaban en equilibrio con el yacimiento cuando se formaron, deberían formar una isócrona. Esto puede reducir el problema de la contaminación. En la datación uranio-plomo, se utiliza el diagrama de concordia que también disminuye el problema de la pérdida de nucleidos. Finalmente, la correlación entre los diferentes métodos de datación isotópica puede ser necesaria para confirmar la edad de una muestra. Por ejemplo, se determinó que la edad de los gneises de Amitsoq, en el oeste de Groenlandia, era de 3,6 ± 0.05 millones de años (Ma) utilizando la datación plomo-uranio y de 3,56 ± 0.10 Ma utilizando la datación de plomo-plomo, resultados que coinciden entre sí.: 142–143 
Una datación radiométrica precisa generalmente requiere que el «padre» tenga una vida media lo suficientemente larga como para que esté presente en cantidades significativas en el momento de la medición (excepto, como se describe a continuación, en la «Datación con radionucleidos extintos de vida corta»), que la vida media del «padre» se conozca con precisión y que  se produzca suficiente cantidad del producto «hijo» para medirlo y distinguirlo de la cantidad inicial del «hijo» presente en el material. Los procedimientos utilizados para aislar y analizar los nucleidos «padre» e «hijo» deben ser precisos y seguros. Esto normalmente implica el uso de espectrometría de masas de relación isotópica.
La precisión de un método de datación depende en parte de la vida media del isótopo radioactivo involucrado. Por ejemplo, el carbono 14 tiene una vida media de 5730 años. Después de que un organismo haya estado muerto desde hace 60 000 años, queda tan poco carbono 14 que no se puede establecer una datación precisa. Por otro lado, la concentración de carbono-14 cae tan abruptamente que la edad de los restos relativamente jóvenes se puede determinar con una precisión de unas pocas décadas.

### Temperatura de cierre
Si un material que rechaza selectivamente el nucleido hijo se calienta, cualquier nucleido hijo que se haya acumulado a lo largo del tiempo se perderá por difusión, lo que pondrá a cero el reloj isotópico. La temperatura a la que sucede esto se conoce como temperatura de cierre o temperatura de bloqueo y es específica de cada material en particular y sistema isotópico. Estas temperaturas se determinan experimentalmente en el laboratorio mediante el restablecimiento artificial de los minerales de muestra utilizando un horno de alta temperatura. A medida que el mineral se enfría, comienza a formarse la estructura cristalina y la difusión de los isótopos es menos fácil. A cierta temperatura, la estructura cristalina se ha formado lo suficiente como para evitar la difusión de isótopos. Esa temperatura es lo que se conoce como temperatura de cierre y representa la temperatura por debajo de la cual el mineral es un sistema cerrado para los isótopos. Por lo tanto, una roca o masa fundida ígnea o metamórfica, que se está enfriando lentamente, no comienza a mostrar una disminución radiactiva mensurable hasta que se enfríe por debajo de la temperatura de cierre. La edad que se puede calcular por datación radiométrica es, por lo tanto, el momento en que la roca o el mineral se enfriaron hasta la temperatura de cierre. La datación de diferentes minerales y/o sistemas de isótopos (con diferentes temperaturas de cierre) dentro de la misma roca puede, por lo tanto, permitir el seguimiento de la historia térmica de la roca en cuestión en el tiempo, y por lo tanto la historia de los eventos metamórficos puede ser conocida en detalle. Este campo se conoce como termocronología o termocronometría.

### Ecuación de datación

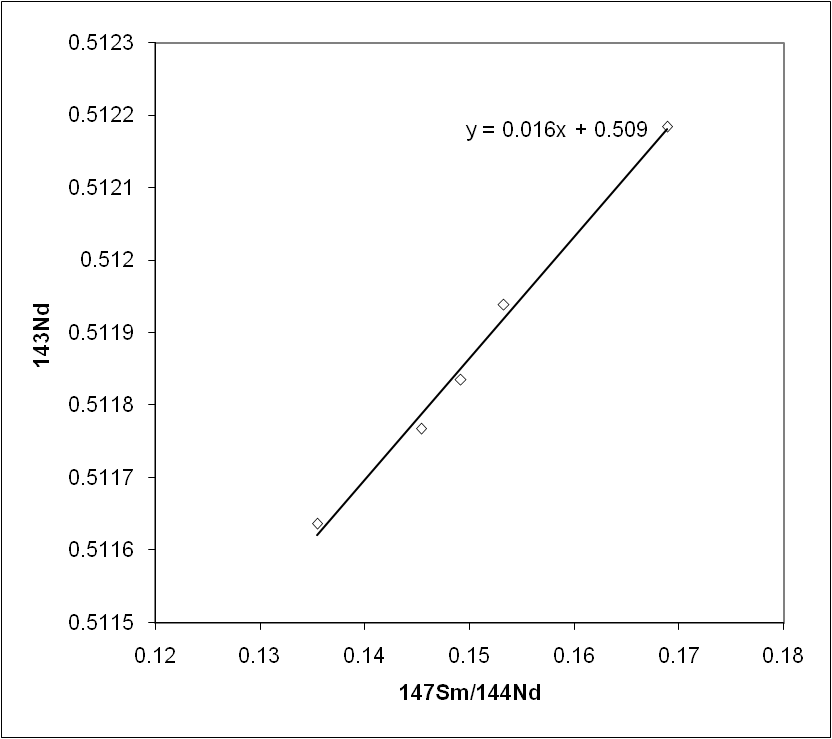
Trazado de la isócrona Sm/Nd de muestras del Great Dyke, Zimbabue. La edad se calcula a partir de la pendiente de la isócrona (línea) y la composición original de la intersección de la isócrona con el eje Y.

La expresión matemática que relaciona la desintegración radioactiva con el tiempo geológico es:

{\displaystyle D=D_{0}+N(t)(e^{\lambda t}-1)}

o

{\displaystyle t={\frac {1}{\lambda }}{\ln \left(1+{\frac {D}{D_{0}}}\right)}}

siendo:
{\displaystyle t=}, la edad de la muestra,
{\displaystyle D=}, el número de átomos del isótopo «hijo» en la muestra,
{\displaystyle D_{0}=}, el número de átomos del isótopo «hijo» en la composición original  (igual al n.º de átomos «padre» que han decaído radioactivamente),
{\displaystyle N(t)}, el número de átomos del isótopo «padre» en la muestra en el momento t (el presente), dado por  N(t) = Noe-λt, y
{\displaystyle \lambda =}, la constante de desintegración radiactiva del isótopo «padre», igual a la inversa de la vida media —duración promedio de un isótopo radiactivo previa a su desintegración— del isótopo «padre» multiplicado por el  logaritmo neperiano o natural ({\displaystyle \ln }) de 2. La  vida media es igual a la inversa de la constante de desintegración radiactiva: {\displaystyle \tau =1/\lambda \,\!}. Al tiempo que transcurre hasta que la cantidad de nucleidos se reduce a la mitad de la cantidad inicial se le denomina periodo de semidesintegración, periodo, semiperiodo o semivida (no confundir con la vida media): {\displaystyle T_{1/2}=ln(2)/\lambda \,\!}. Al final de cada período de semidesintegración la radiactividad se reduce a la mitad (de la inicial). A cada radioisótopo le corresponde un período de semidesintegración característico, en general diferente de los respectivos de otros isótopos.
La ecuación se expresa mejor en términos de la cantidad medida {\displaystyle N(t)} en lugar del valor inicial constante {\displaystyle N_{0}}.
La ecuación anterior hace uso de la información sobre la composición de los isótopos «padre» e «hijo» en el momento en que el material que se está probando se enfrió por debajo de su temperatura de cierre. Esto está bien establecido para la mayoría de los sistemas isotópicos.  Sin embargo, la construcción de una isócrona no requiere información sobre las composiciones originales, utilizando simplemente las relaciones actuales de los isótopos  «padre» e «hijo» de un isótopo estándar. El trazado de una isócrona se utiliza para resolver gráficamente la ecuación de edad y calcular la edad de la muestra y la composición original.
Esta ecuación es válida siempre que el modo de decaimiento del isótopo «padre» sea único y que el isótopo «hijo» sea estable. Para otros casos se pueden obtener ecuaciones más complejas, en las que se tienen en cuenta múltiples decaimientos posibles.

## Métodos modernos de datación
La datación radiométrica se conoce desde 1905, cuando fue ideada por Ernest Rutherford como un método por el cual se podría determinar la edad de la Tierra. En el siglo transcurrido desde entonces, las técnicas se han mejorado y ampliado enormemente. La datación se puede realizar ahora en muestras muy pequeñas, del orden de un nanogramo, usando un espectrómetro de masas. El espectrómetro de masas se inventó en la década de 1940 y comenzó a usarse en la datación radiométrica en la década de 1950. Opera generando un haz de átomos ionizados a partir de la muestra a prueba. Luego, los iones viajan a través de un campo magnético, que los desvía hacia diferentes sensores de muestreo, conocidos como «copas de Faraday», según sean su masa y nivel de ionización. Al impactar en las copas, los iones establecen una corriente muy débil que puede medirse para determinar la tasa de impactos y las concentraciones relativas de los diferentes átomos en los haces.

### Método de datación uranio-plomo
La datación uranio-plomo (U-Pb) es uno de los sistemas más antiguos y refinados de datación radiométrica. Se puede usar para datar rocas que se formaron y cristalizaron desde hace 1 millón de años hasta 4500 millones de años con precisiones dentro del rango de porcentaje de 0,1-1 %, menos de dos millones de años en 2500 millones de años. Se ha logrado un margen de error de 2–5 % en las rocas mesozoicas más jóvenes.
El método de datación uranio-plomo se basa en dos cadenas de desintegración, la serie de uranio de 238U a 206Pb, con un tiempo de vida media de 4470 millones de años y la serie del actinio de 235U a 207Pb, con un tiempo de vida media de 704 millones de años. Esa es una de sus grandes ventajas, que cualquier muestra proporciona dos relojes, lo que proporciona una verificación cruzada incorporada que permite determinar con precisión la edad de la muestra, incluso si se ha perdido parte del plomo. Esto se puede ver en el diagrama de concordia, donde las muestras se trazan a lo largo de un crona de error (errorchron) (línea recta) que cruza la curva de concordia en la edad de la muestra.

### Método de datación samario-neodimio
La datación samario-neodimio o  fechado mediante samario-neodimio es una técnica de datación radiométrica útil para determinar las edades de rocas y meteoritos. La técnica se basa en el decaimiento del isótopo samario (Sm), que implica una desintegración alfa del 147Sm a 143Nd con una vida media de 106 miles de millones de años. El contenido del isótopo Nd es utilizado para brindar información sobre la fuente de material ígneo como también sobre su antigüedad. Los diversos yacimientos en las partes sólidas de la Tierra tienen valores diferentes de las relaciones iniciales de 143Nd/144Nd, especialmente en lo que respecta al manto.
La utilidad de la técnica de fechado Sm-Nd se basa en que estos dos elementos son tierras raras. Por lo tanto, teóricamente no son susceptibles a separarse durante la fusión de rocas de silicatos. Los efectos de  cristalización fraccionada de los minerales félsicos cambian la relación Sm/Nd de los materiales resultantes. Ello a su vez influye sobre la relación de 143Nd/144Nd con al aumento del 143Nd.
Se supone que el manto terrestre tuvo una evolución condrítica y, por lo tanto, que se apartó de las relaciones iniciales de 143Nd/144Nd lo que puede proporcionar información sobre la edad en que una roca en particular o un yacimiento se separaron del manto en el pasado de la Tierra.

### Método de datación potasio-argón
La datación potasio-argón o 40K/40Ar es un método de datación radiométrica que surgió en la década de 1960 y que se utiliza en geología y arqueología para datar rocas o cenizas volcánicas, en general, las más antiguas. 
Se basa en el principio de la desintegración radiactiva, e implica la captura de electrones o la descomposición de positrones del isótopo radiactivo potasio 40 (40K) —presente en las rocas volcánicas— que se desintegra a un ritmo conocido en el gas inerte argón 40 (40Ar), en un proceso que tiene una vida media de (1248 millones años) tiempo durante el que el gas se va concentrando en los cristales de la roca. Aprovechando ese ritmo y vida media conocidos, el método se presta para datar muestras que van desde los 100 000 años hasta varios miles de millones años. El límite para las muestras más jóvenes se ha establecido para controlar el error de medición por incorporaciones de argón desde la atmósfera. El radiactivo 40K es común en micas, feldespatos y hornblendas, aunque la temperatura de cierre es bastante baja en esos materiales, aproximadamente de 350 °C (mica) a 500 °C (hornblenda).

### Método de datación rubidio-estroncio
El método de datación mediante rubidio-estroncio es una técnica de datación radiométrica utilizado para determinar la edad de rocas y minerales a partir de las cantidades que contienen de los isótopos de rubidio (87Rb) y de estroncio (87Sr, 86Sr).
Este método se basa en la desintegración beta del 87Rb (uno de los dos isotopos del rubidio que se presentan de forma natural) que decae al 87Sr con un período de semidesintegración de 48 800 millones de años. Además, el rubidio es un elemento sumamente incompatible que, durante la cristalización fraccionada de la corteza terrestre, permanece en la mezcla magmática fundida en vez de formar parte de los minerales del manto. El «hijo» radiogénico  87Sr, producido en este proceso de decaimiento, también fue producido en los ciclos de nucleosíntesis estelar anteriores a la creación del sistema solar.
Diferentes minerales en un determinado entorno geológico pueden tener a lo largo del tiempo diferentes relaciones de estroncio 87 radiogénico con respecto al estroncio 86 que se encuentra en la naturaleza, de modo que se puede determinar su edad mediante la medición de 87Sr/86Sr con un espectrómetro de masa, a partir de conocer la cantidad de 87Sr que existía cuando se formó la roca o el mineral, y calculando la cantidad de 87Rb a partir de medir el contenido de rubidio y la relación de masa de  85Rb/87Rb.
Si estos minerales cristalizaron a partir de la misma masa fundida de silicatos, cada mineral tuvo la misma relación inicial 87Sr/86Sr que su «padre» en la masa fundida. Sin embargo, como el rubidio es substituido por el potasio en los minerales y esos minerales poseen diferentes relaciones K/Ca, los minerales tendrán diferentes relaciones Rb/Sr.
Durante la cristalización fraccionada, el Sr tiende a concentrase en plagioclasa, dejando al rubidio en la fase líquida. Por lo tanto la relación Rb/Sr en el magma residual puede aumentar a lo largo del tiempo, dando lugar a rocas con relaciones de  Rb/Sr más elevadas con diferenciación creciente. 
Relaciones altas (de 10 o más) ocurren en las pegmatitas. Generalmente, la relación Rb/Sr aumenta en el orden plagioclasa, hornblenda, feldespatos de potasio, biotita, moscovita. Por lo tanto, dado el tiempo suficiente para la producción significativa (crecimiento interno) de 87Sr radiogénico , medidos los valores 87Sr / 86Sr  serán diferentes en los minerales, aumentando en el mismo orden.
Este esquema se usa para datar rocas ígneas y metamórficas antiguas, y también se ha usado para datar muestras lunares. Las temperaturas de cierre son tan altas que no son motivo de preocupación. La datación rubidio-estroncio no es tan precisa como la  datación uranio-plomo, con errores de 30-50 millones de años para una muestra de 3000 millones de años.

### Método de datación uranio-torio
La datación uranio-torio, también llamada datación torio 230, datación por desequilibrio de series de uranio o datación por series de uranio, es una técnica de datación radiométrica comúnmente utilizada para descubrir la edad de materiales formados por carbonato de calcio, tales como espeleotemas o corales. A diferencia de otras técnicas de datación radiométricas de uso común que fechan la acumulación de un miembro final estable producto de la desintegración —como las de rubidio-estroncio o uranio-plomo—, la técnica del uranio-torio no lo hace y en su lugar, calcula una edad desde el grado en que el equilibrio secular ha sido restaurado entre el isótopo radiactivo 230Th y su «padre» 234U dentro de una muestra.
El torio no es soluble en las aguas naturales en las condiciones que se encuentran en, o cerca, de la superficie de la tierra, por lo que los materiales formados en, o desde, estas aguas no suelen contener torio ya que se precipita selectivamente en los sedimentos del fondo del océano, a partir de los cuales se miden sus proporciones. En contraste, el uranio es soluble en alguna medida en todas las aguas naturales, por lo que cualquier material que precipita o se forma a partir de tales aguas también contiene trazas de uranio, típicamente a niveles de entre unas pocas partes por mil millones y de unas pocas partes por millón, en peso. Conforme pasa el tiempo después de la formación del material, el 234U presente en la muestra, con una vida media de 245 000 años, decae a 230Th. El torio-230 es en sí radiactivo, con una vida media de 75 000 años, por lo que no se acumulan de forma indefinida (como por ejemplo es el caso del uranio-plomo del sistema), el 230Th en vez de ello se acerca al equilibrio secular con su padre radioactivo de 234U. En equilibrio secular, la cantidad de 230Th que se desintegra por año dentro de una muestra es igual a la cantidad de torio-230 producido, que también es igual a la cantidad de 234U que se desintegra por año en la misma muestra.
Las dataciones en base al uranio-torio tienen un límite de edad superior de algo más de 500 000 años, que se establece por la vida media del 230Th, por la precisión con la que se puede medir la relación 230Th/234U en una muestra y por la exactitud con la que se sabe la vida media del 230Th y del 234U. También hay que tener en cuenta que para calcular una edad con esta técnica la proporción de 234U y su isótopo «padre», el 238U, debe ser medida.

### Método de datación por radiocarbono
La datación por radiocarbono es un método de datación radiométrica que utiliza el isótopo radioactivo carbono-14 (14C) para determinar la edad de materiales que contienen carbono hasta unos 50 000 años.  El 14C tiene una vida media de 5730 años, (que es muy corta en comparación con otros isótopos usados en datación radiométrica) y se descompone en nitrógeno. En otros métodos de datación, los pesados isótopos parentales se produjeron por nucleosíntesis en supernovas, lo que significa que cualquier isótopo parental con una vida media corta ya debería estar extinto. El 14C, sin embargo, se crea continuamente a través de las colisiones de los neutrones generados por los rayos cósmicos con el nitrógeno en la atmósfera superior y, por lo tanto, permanece en un nivel casi constante en la Tierra. El 14C termina como un componente traza en el dióxido de carbono atmosférico (CO2).
Una forma de vida basada en el carbono incorpora carbono continuamente durante toda su vida. Las plantas lo adquieren mediante la fotosíntesis, y los animales, mediante el consumo de plantas y de otros animales. Cuando un organismo muere, deja de absorber nuevo 14C y el isótopo existente decae según su vida media característica. La proporción de 14C que queda cuando se examinan los restos del organismo proporciona una indicación del tiempo transcurrido desde su muerte. Esto hace que el 14C sea un método ideal para datar la edad de los huesos o los restos de un organismo. El límite de datación por 14C se encuentra entre 58 000 años y 62 000 años.
La tasa de creación de 14C parece ser aproximadamente constante, ya que los controles cruzados de la datación por 14C con otros métodos de datación muestran que da resultados consistentes. Sin embargo, las erupciones locales de volcanes u otros eventos que emiten grandes cantidades de dióxido de carbono pueden reducir las concentraciones locales de 14C y dar fechas inexactas. Las emisiones de dióxido de carbono a la biosfera como consecuencia de la industrialización también han reducido la proporción de 14C en un pequeño porcentaje; y a la inversa, la cantidad de 14C se incrementó mediante las pruebas en superficie de bombas nucleares que se realizaron a principios de los años 1960. Además, un aumento del viento solar o del campo magnético de la Tierra por encima del valor actual deprimiría la cantidad de 14C creado en la atmósfera.

### Método de datación por las trazas de fisión

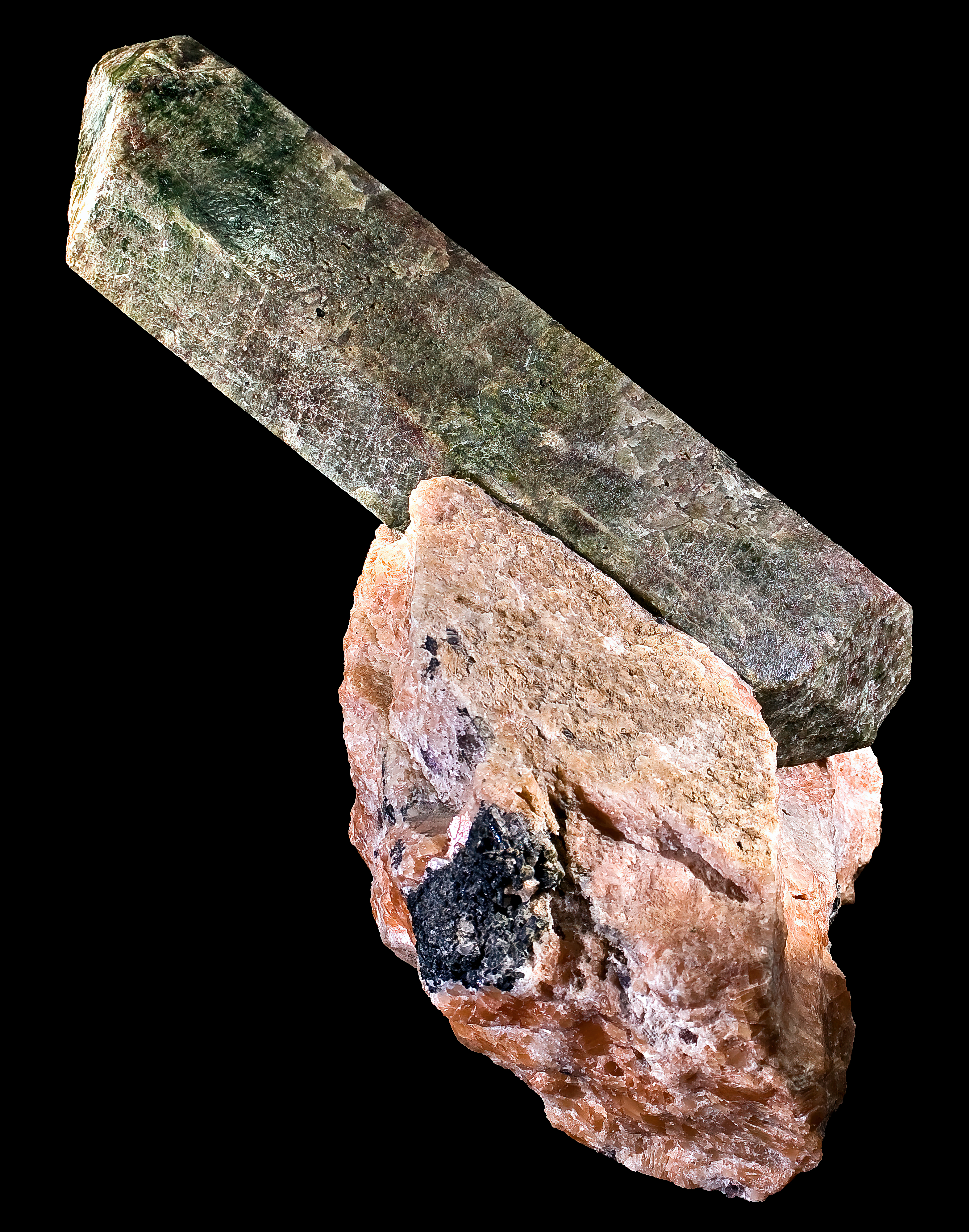
Los cristales de apatita son ampliamente utilizados en la datación por las trazas de fisión

Este método implica la inspección de un corte pulido de un material para determinar la densidad de las marcas de "traza" (track) dejadas en él por la fisión espontánea de impurezas de uranio 238. El contenido de uranio de la muestra debe ser conocido, pero eso puede determinarse colocando una película de plástico sobre la rebanada pulida del material y bombardeando con neutrones lentos. Esto provoca una fisión inducida de 235U, en oposición a la fisión espontánea de 238U. Las trazas de fisión producidas por este proceso se registran en la película de plástico. El contenido de uranio del material se puede calcular a partir del número de trazas y del flujo de neutrones.
Este esquema tiene aplicación en una amplia gama de fechas geológicas. Para fechas de hasta unos pocos millones de años, se utilizan mejor las micas, las tectitas (fragmentos de vidrio de erupciones volcánicas) y los meteoritos. Los materiales más antiguos se pueden fechar utilizando circonio, apatita, titanita, epidota y granate que tienen una cantidad variable de contenido de uranio. Debido a que las huellas de fisión se curan con temperaturas de más de 200 °C, la técnica tiene tanto limitaciones como beneficios. La técnica tiene aplicaciones potenciales para detallar la historia térmica de un yacimiento.

### Método de datación del cloro 36
Entre 1952 y 1958, se produjeron grandes cantidades del, por lo demás raro, 36Cl (semivida ~ 300 ka) durante la detonación atmosférica de las armas nucleares. El tiempo de residencia del 36Cl en la atmósfera es de aproximadamente 1 semana. Por lo tanto, como un marcador de eventos de los años 1950 de agua en el suelo y de agua subterránea, el 36Cl también es útil para la datación de aguas de menos de 50 años antes del presente. El 36Cl ha sido usado en otras áreas de las ciencias geológicas, como la datación de hielos y sedimentos.

### Métodos de datación por luminiscencia
Los métodos de datación por luminiscencia no son métodos de datación radiométrica porque no dependen de la abundancia de isótopos para calcular la edad. En cambio, son una consecuencia de la radiación de fondo en ciertos minerales. Con el tiempo, la radiación ionizante es absorbida por los granos minerales en sedimentos y materiales arqueológicos como el cuarzo y el feldespato de potasio. La radiación hace que la carga permanezca dentro de los granos en «trampas de electrones» estructuralmente inestables. La exposición a la luz solar o al calor libera esas cargas, lo que «blanquea» la muestra y restablece el reloj a cero. La carga atrapada se acumula con el tiempo hasta una tasa determinada por la cantidad de radiación de fondo en el lugar donde se enterró la muestra. La estimulación de estos granos minerales mediante la luz (luminiscencia estimulada ópticamente o datación de luminiscencia estimulada con infrarrojos) o el calor (datación por termoluminiscencia) hace que se emita una señal de luminiscencia a medida que se libera la energía electrónica inestable almacenada, cuya intensidad varía dependiendo de la cantidad de radiación absorbida durante el entierro y de las propiedades específicas del mineral.
Estos métodos se pueden usar para fechar la edad de una capa de sedimento, ya que las capas depositadas en la parte superior evitarían que los granos se "blanqueasen" y se restableciesen con la luz solar. Los fragmentos de cerámica se pueden fechar hasta la última vez que experimentaron un calor significativo, generalmente cuando fueron horneados en un kiln.

### Métodos de datación por termoluminiscencia
La datación por termoluminiscencia es un método de datación absoluta empleado en arqueología para determinar la edad de elementos que hayan sido sometidos a calentamiento, como hogares o cerámicas. También puede utilizarse para datar sedimentos eólicos, fluviales, marinos, costeros, rocas volcánicas y carbonato cálcico precipitado en cuevas. Se basa en las alteraciones que provocan las radiaciones ionizantes (radiación cósmica y radiactividad del entorno) en las estructuras cristalinas de los minerales, aumentando la termoluminiscencia de estos con el tiempo de exposición a la radiación. Existen varias formas de realizar este tipo de datación, destacan: técnica de «pre-dosis», de «grano fino» y de las «inclusiones».

### Otros métodos
Otros métodos son los siguientes:
- datación argón-argón (Ar–Ar)
- datación yodo-xenón (I–Xe)
- datación llantano-bario (La–Ba)
- datación plomo-plomo (Pb–Pb)
- datación lutecio-hafnio (Lu–Hf)
- datación potasio-calcio (K–Ca)
- datación renio-osmio (Re – Os) (Re–Os)
- datación uranio-plomo – helio (U–Pb–He)
- datación uranio-uranio (U–U)
- datación criptón-criptón] (Kr–Kr)
- berilio (10Be–9Be)[58]

## Datación con productos de decaimiento de radionucleidos extintos de corta duración
La datación radiométrica absoluta requiere que una fracción mensurable del núcleo «padre» permanezca en la roca de muestra. Para las rocas que se remontan al principio del sistema solar, ello requiere isótopos «padre» de vida extremadamente larga, lo que hace que la medición de las edades exactas de tales rocas sea imprecisa. Para poder distinguir las edades relativas de las rocas de ese material antiguo y obtener una mejor resolución temporal que la disponible en los isótopos de larga vida, se pueden usar isótopos de corta duración que ya no estén presentes en la roca, conocidos como radionucleidos extintos.
Al comienzo del sistema solar, había varios radionucleidos de vida relativamente corta como 26Al, 60Fe, 53Mn y 129I presentes en la nebulosa solar. Esos radionucleidos, posiblemente producidos por la explosión de una supernova, se han extinguido hoy en día, pero sus productos de desintegración pueden detectarse en material muy antiguo, como el que constituye los meteoritos. Al medir los productos de descomposición de los radionucleidos extintos con un espectrómetro de masas y utilizar isocronplots, es posible determinar las edades relativas de diferentes eventos en la historia temprana del sistema solar. Los métodos de datación basados en radionucleidos extintos también se pueden calibrar con el método U-Pb para obtener edades absolutas. Por lo tanto, se puede obtener tanto la edad aproximada como una resolución de tiempo alta. En general, una vida media más corta conduce a una resolución de tiempo mayor a expensas de la escala de tiempo.

### El cronómetro129I–129Xe
El 129
I decae a 129
Xe con una vida media de 16 millones de años. El cronómetro de yodo-xenón es una técnica isócrona. Las muestras se exponen a una radiación de neutrones en un reactor nuclear. Esto convierte al único isótopo estable de yodo (129
I) en 128
Xe a través de la captura de neutrones seguido de una desintegración beta (del 128
I). Después de la irradiación, las muestras se calientan en una serie de pasos y se analiza la firma isotópica del xenón en el gas evolucionado en cada paso. Cuando se observa una relación constante de 129
Xe / 128
Xe en varios pasos de temperatura consecutivos, se puede interpretar como correspondiente a un momento en el que la muestra dejó de perder el xenón.
Las muestras de un meteorito llamado Shallowater generalmente se incluyen en la irradiación para monitorear la eficiencia de conversión de 127
I a 128
Xe. La diferencia entre las relaciones medidas de 129
Xe / 128
Xe de la muestra y del Shallowater corresponde a las diferentes relaciones de 129
I/127
I cuando cada una de ellas dejó de perder el xenón. Esto, a su vez, corresponde a una diferencia en la edad de cierre en el sistema solar temprano.

### El cronómetro26Al –26Mg
Otro ejemplo de la datación de radionucleidos extintos de corta duración es el cronómetro de 26Al – 26Mg, que se puede usar para estimar las edades relativas de los cóndrulos.  El 26Al se desintegra en 26Mg  con una vida media de 720 000 años. La datación es simplemente una cuestión de encontrar la desviación de la abundancia natural del 26Mg  (el producto de la desintegración del 26Al) en comparación con la relación de los isótopos estables 27Al/24Mg.
El exceso de 26Mg (a menudo designado 26Mg*) se encuentra comparando la relación de 26Mg/27Mg  con la de otros materiales del sistema solar.
El cronómetro de 26Al – 26Mg da una estimación del período de tiempo para la formación de meteoritos primitivos de solo unos pocos millones de años (1,4 millones de años para la formación del condrulo).